# Esquennoy
Esquennoy is een gemeente in het Franse departement Oise (regio Hauts-de-France) en telt 881 inwoners (1999). De plaats maakt deel uit van het arrondissement Clermont.

## Geografie
De oppervlakte van Esquennoy bedraagt 9,8 km², de bevolkingsdichtheid is 89,9 inwoners per km².
De onderstaande kaart toont de ligging van Esquennoy met de belangrijkste infrastructuur en aangrenzende gemeenten.

## Demografie
Onderstaande figuur toont het verloop van het inwonertal (bron: INSEE-tellingen).